# Болквадзе, Шмаги
Шмаги Болквадзе (груз. შმაგი ბოლქვაძე), 26 июля 1994 года, Хуло, Аджария, Грузия — грузинский борец греко-римского стиля, бронзовый призёр Олимпийских игр, призёр чемпионатов Европы, чемпион Европы 2021 года. По вероисповеданию — Мусульманин.

## Биография
В 2009 году на чемпионате Европы среди кадетов завоевал серебряную медаль, в 2010 году был лишь 12-м, в 2011 году третьим, а на чемпионате мира среди кадетов пятым. 
В 2013 году был бронзовым призёром Freidenfelds Cup среди юниоров, а на чемпионате мира среди юниоров был вторым. В 2014 году завоевал звание чемпиона мира среди юниоров, а на чемпионате Европы был бронзовым призёром. С 2015 года стал выступать в соревнованиях среди взрослых. Был третьим на турнире Vehbi Emre & Hamit Kaplan Tournament, четвёртым на розыгрыше Кубка Президента Казахстана, и седьмым на чемпионате мира. 
В 2016 году завоевал бронзовую медаль чемпионата Европы, был вторым на предолимпийском квалификационном турнире в Зренянине и пятым на Гран-при Германии. 
Выступал на Олимпийских играх 2016 года в категории до 66 килограммов. Спортсмены были разделены на 2 группы, из которых определялись два финалиста, разыгрывающие между собой золотую и серебряную награды. Проигравшие финалисту встречались между собой в утешительных встречах, в которых определялись два бронзовых призёра, по одному от каждой группы. 
К числу явных претендентов на медали, занимая десятую строку мирового рейтинга, не относился. 
На играх Шмаги Болквадзе сумел победить в четвертьфинале олимпийского чемпиона Омида Норузи, но в полуфинале совершенно ничего не смог противопоставить будущему чемпиону Давору Штефанеку. Во встрече за бронзовую медаль победил.  
| Выступление на Олимпийских играх 2016 года | Выступление на Олимпийских играх 2016 года | Выступление на Олимпийских играх 2016 года | Выступление на Олимпийских играх 2016 года | Выступление на Олимпийских играх 2016 года |
| Круг                                       | Соперник                                   | Периоды (технические баллы)                | Периоды (технические баллы)                | Итог (классификационные баллы)             |
| Круг                                       | Соперник                                   | 1                                          | 2                                          | Итог (классификационные баллы)             |
| ------------------------------------------ | ------------------------------------------ | ------------------------------------------ | ------------------------------------------ | ------------------------------------------ |
| Квалификация                               | Пропускал                                  | —                                          | —                                          | —                                          |
| 1/8                                        | Теро Вялимяки Финляндия                    | 2(2) — 0                                   | 1 — 0                                      | По очкам 3 — 0                             |
| 1/4                                        | Омид Норузи Иран                           | 0 — 0                                      | 2(1+1) — 0                                 | По очкам 3 — 0                             |
| 1/2                                        | Давор Штефанек Сербия                      | 0 — 7(4+2+1); туше                         | —                                          | Туше 0 — 5                                 |
| За третье место                            | Томохиро Иноуэ Япония                      | 0 — 0                                      | 1 — 0                                      | По очкам 3 — 0                             |